# Alajuelita (kanton)
Alajuelita, kanton broj 10 u Kostariki utemeljen 1909. godine. Istoimeni glavni grad Alajuelita udaljen je 5 km od San Joséa. Prostire se na 21.17 km² i podijeljen je na 5 distrikata. Populacija 1999: 51.000.
Prvi naseljenici dolaze 1650. a prva kapelica od adoba (ćerpiča) izgrađena je 1835.
O porijeklu imena postoje dvije verzije, po jednoj da dolazi prema rijeci Alajuelita, a po drugoj da su prvi stanovnici došli iz Lajuele, današnja Alajuela.
- Alajuelita. Gl. grad: Alajuelita; Četvrti: Bellavista, Chorotega, Lagunilla, Macha, Madrigal.
- San Josecito. Gl. grad: San Josecito. Četvrti: Aguilar Machado, Cochea, El Alto, Faro del Suroeste, Filtros, Pueblo Escondido, Vistas de Alajuelita.
- San Antonio. Gl. grad: San Antonio; Četvrti: Caracas, Cascabela, Llano, Piedra de Fuego. Sela: Lámparas.
- Concepción. Gl. grad: Concepción. Četvrti: Almendros, Boca del Monte, Chirivico, Monte Alto, Once de Abril, Progreso, Tejar, Vista de San José, Vista Real.
- San Felipe. Gl. grad: San Felipe. četvrti: Aurora, Corina Rodríguez, Esquipulas Dos, La Guápil, Peralta, Verbena. Sela: Palo Campana.[2]